# Cumshot
Cumshot (eng. cum shot, come shot) izraz je za čin ejakulacije na drugu osobu ili neki predmet. Štrcaji sperme po licu uobičajeni su u pornografskim filmovima, najčešće u završnim scenama.